# Штепа, Екатерина Сергеевна
Екатери́на Серге́евна Ште́па (род. 10 августа 1987) — российская легкоатлетка, специалистка по барьерному бегу. Выступала за сборную России по лёгкой атлетике в 2000-х годах, чемпионка мира среди юниорок, обладательница серебряной медали молодёжного чемпионата Европы, победительница и призёрка первенств всероссийского значения, участница чемпионата мира в Берлине. Представляла Ростовскую и Московскую области. Мастер спорта России международного класса.

## Биография
Екатерина Штепа родилась 10 августа 1987 года.
Занималась лёгкой атлетикой в Детско-юношеской спортивной школе № 1 города Шахты Ростовской области, проходила подготовку под руководством тренеров М. Л. Кравченко, В. М. Гаршина, В. М. Маслакова.
Впервые заявила о себе на всероссийском уровне в сезоне 2005 года, когда в беге на 100 метров с барьерами выиграла серебряную медаль на чемпионате России среди юниоров в Туле.
В 2006 году вошла в состав российской национальной сборной и выступила на юниорском мировом первенстве в Пекине, где в программе 100-метровгого барьерного бега превзошла всех соперниц и завоевала золотую медаль.
В 2007 году в той же дисциплине стала пятой на молодёжном европейском первенстве в Дебрецене и взяла бронзу на чемпионате России в Туле. Будучи студенткой, представляла страну на Всемирной Универсиаде в Бангкоке — здесь в беге на 100 метров с барьерами дошла до стадии полуфиналов.
В 2009 году получила серебро на молодёжном европейском первенстве в Каунасе. Благодаря этому успешному выступлению удостоилась права защищать честь страны на чемпионате мира в Берлине — на предварительном квалификационном этапе 100-метрового барьерного бега показала результат 13,50 и в следующий круг соревнований не вышла.
Завершила спортивную карьеру по окончании сезона 2011 года.
За выдающиеся спортивные достижения удостоена почётного звания «Мастер спорта России международного класса».